# Tropical Rouge! Pretty Cure
Tropical～Rouge! Pretty Cure  (トロピカル～ジュ！プリキュア Toropikarūju! Purikyua?) es la decimoctava temporada del anime japonés Pretty Cure, creado por Izumi Todo y producida por Toei Animation, dirigida por Yutaka Tsuchida y escrita por Masahiro Yokotani. Se estrenó el 2 de febrero del 2021, sustituyendo a Healin' Good Pretty Cure. Los temas de la serie son el verano, lo tropical, el océano. la motivación y la responsabilidad.  Fue la primera temporada en presentar a una sirena como una Pretty Cure y la primera en implementar a la marca de maquillaje Pretty Holic en la serie, que seguiría presente en las temporadas posteriores.

## Argumento
Manatsu Natsuumi es una estudiante de primer año de secundaria de 13 años que se mudó a la ciudad de Aozora desde la isla Minamino (南乃島) para estar con su madre. A su llegada al continente, comienza su nueva vida y su primer semestre de secundaria. Un día conoce a Laura, una sirena de un lugar místico llamado Gran Océano, la tierra de las sirenas. Laura ha estado buscando a las guerreras legendarias del Gran Océano que puedan luchar contra la Bruja de los Retrasos, una entidad del fondo del océano que atacó a su nación y privó a sus habitantes de su poder de motivación junto a sus secuaces. Aunque Laura está buscando a las guerreras legendarias porque la Reina Sirena se lo encargó, lo hace por su deseo egoísta de ser reina algún día. Cuando uno de los secuaces de la bruja de los retrasos ataca la ciudad de Aozora, Manatsu es bendecida con los poderes del mar que le permiten convertirse en Cure Summer, una de las guerreras legendarias predichas en las leyendas del Gran Océano.
Más tarde, a Manatsu se unen Sango Suzumura (Cure Coral), Minori Ichinose (Cure Papaya), Asuka Takizawa (Cure Flamingo) y la misma Laura (Cure La Mer). Las cinco forman el equipo Tropical-Rouge Pretty Cure para defenderse de las fuerzas de la Bruja de los Retrasos y sus sirvientes, con el objetivo de restaurar el Gran Océano a su antiguo esplendor.

## Personajes

### Pretty Cures
Manatsu Natsuumi (夏海まなつ Natsūmi Manatsu?) /Cure Summer (キュアサマー Kyua Samā?)
Seiyu: Fairouz Ai
La protagonista principal de la serie. Una estudiante de primer año de secundaria de 13 años extremadamente enérgica que se mudó de la isla Minamino a la ciudad de Aozora. Siempre actúa antes de pensar y, en cualquier situación, dice: "¡Haré lo importante ahora mismo!". El objeto más preciado de Manatsu es el lápiz labial que le había regalado su madre. Su eslogan es "Tropica-shine!" (トロピカってる～！ Toropikatteru~!?). Como Cure Summer, ella es la líder del grupo. Es la Pretty Cure de lo Tropical, su punto de encanto son sus labios, y el color de su tema es el blanco, aunque en el merchandise oficial es clasificada como "arcoíris". Ella se presenta diciendo "¡Alegre verano eterno! ¡Cure Summer!" (ときめく常夏！キュアサマー！ Tokimeku Tokonatsu! Kyua Samā!?). Es la primera protagonista en no ser de color rosa. Al final de la serie, junto a Sango, Minori y Asuka se despiden de Laura, quien regresa al Gran Océano.
Sango Suzumura (涼村さんご Suzumura Sango?) / Cure Coral (キュアコーラル Kyua Kōraru?)
Seiyu: Yumiri Hanamori
Una elegante estudiante de primer año de secundaria de 13 años y compañera de clase de Manatsu. Ella es muy amable, le encantan las cosas lindas y se lleva bien con cualquiera. Su familia es dueña de un salón de belleza llamado "Pretty Holic" y ella tiene conocimientos de maquillaje y cosméticos. Como Cure Coral, ella es el tanque del grupo y se concentra en movimientos defensivos, creando barreras con sus dedos. Es la Pretty Cure de las Joyas y los Corales, su punto de encanto son sus mejillas y el color de su tema es el púrpura. Se presenta diciendo "¡Joyas brillantes! ¡Cure Coral!" (きらめく宝石！キュアコーラル！ Kirameku Hōseki. ! Kyua Kōraru!?). Al final de la serie, junto a Manatsu, Minori y Asuka se despiden de Laura, quien regresa al Gran Océano.
Minori Ichinose (一之瀬みのり Ichinose Minori?) / Cure Papaya (キュアパパイア Kyua Papaia?)
Seiyu: Yui Ishikawa
Una estudiante inteligente de segundo año de secundaria de 14 años a la que le encanta leer. Es estudiante de honor con las mejores calificaciones de la escuela, y tiene cara de póquer porque le cuesta mostrar emociones. Sin embargo, tiene un fuerte sentido de autoestima. Le encanta el cuento de hadas La Sirenita desde que era niña y conoce las historias de sirenas. Como Cure Papaya, se especializa en ataques especiales de electricidad. Es la Pretty Cure de las frutas, su punto de encanto son sus ojos y el color de su tema es el amarillo. Se presenta diciendo "¡Frutas espumosas! ¡Cure Papaya!" (ひらめく果実フルーツ！キュアパパイア！ Hirameku. ¡Furūtsu! ¡Kua Papaia!?). Al final de la serie, junto a Manatsu, Sango y Asuka se despiden de Laura, quien regresa al Gran Océano.
Asuka Takizawa (滝沢あすか Takizawa Asuka?) / Cure Flamingo (キュアフラミンゴ Kyua Furamingo?)
Seiyu: Asami Seto
Una atlética estudiante de tercer año de secundaria de 15 años con un fuerte sentido de la justicia. Parece ser tranquila e inaccesible, pero es confiable y le encanta cocinar y jugar lindos juegos con animales. Aunque en un principio no le gusta la idea de ser una Pretty Cure y trabajar al lado de las demás, eventualmente se termina amistando con las demás y accediendo a trabajar junto a ellas. Como Cure Flamingo, se especializa en combate cuerpo a cuerpo. Es la Pretty Cure de las alas y los flamingos, su punto de encanto es su cabello y el color de su tema es el rojo. Se presenta diciendo "¡Alas revoloteando! ¡Cure Flamingo!" (はためく翼！キュアフラミンゴ！ ¡Hatameku Tsubasa! Kyua Furamingo!?). Al final de la serie, junto a Manatsu, Sango y Minori se despiden de Laura, quien regresa al Gran Océano.
Laura Apollodoros Hyginus La Mer (ローラ・アポロドーロス・ヒュギーヌス・ラメール Rōra Aporodōrosu Hyugīnusu Ramēru?) / Cure La Mer (キュアラメール Kyua Ramēru?)
Seiyu: Rina Hidaka
Una sirena del Gran Océano enviada al mundo de la superficie por la Reina Sirena para buscar a las legendarias Pretty Cure. Es muy segura de sí misma, egoísta y honesta. Mientras vive en la ciudad de Aozora, toma el nombre de "Laura La Mer", y se va a vivir con Manatsu y su madre para apoyarla a ella y las demás Pretty Cure, recordando posteriormente que conoció de niña a Manatsu y posteriormente convirtiéndose ella misma en una Pretty Cure para salvar a Manatsu. Como Cure La Mer, tiene el poder de recuperar el poder de motivación robado usando el Mermaid Aqua Pot. Es la Pretty Cure del Océano, su punto de encanto son sus uñas y su color temático es el azul. Se presenta diciendo "¡Océano reluciente! ¡Cure La Mer!" (¡Océano reluciente! ¡Cura el correo!  ¡Yurameku Ōshan! Kyua Ramēru!?). AL final de la serie, tras la derrota de la Bruja de los Retrasos y Buttler, regresa al Gran Océano, siendo despedida por sus amigas y prometiendo reunirse algún día.

### Mascotas y Aliados
Kururun (くるるん Kururun?)
Seiyu: Aimi Tanaka
Un hada marina parecida a una foca del Gran Océano que es la mascota actual de la Reina. Kururun siempre va a su propio ritmo, y su grito es "kururun~!" (くるるん～！?).
Reina Sirena (人魚の女王 Ningyo no joō?) / Melusine Muses Mnemosyne (メルジーヌ・ミューゼス・ムネモシュネ Merujīnu Myūzesu Munemoshune?)
Seiyu: Yūko Sasaki
La Reina Sirena del Gran Océano que manda a Laura y Kururun en busca de las Pretty Cure para salvar a su reino de la malévola Bruja de los Retrasos.
Aunete (アウネーテ Aunēte?) / Cure Oasis (キュアオアシス Kyua Oashisu?)
Seiyu: Mai Nakahara
El espíritu de una Cure legendaria que aparece ante las Pretty Cure para darles el poder del Tropical Heart Dresser, el Land Heart Kuru Ring y el Marine Heart Kuru Ring para detener a la Bruja de los Retrasos. En el pasado, cuando era una humana, encontró con la Bruja cuando resultó herida y la cuidó hasta que recuperó la salud, y las dos se hicieron amigas. Más tarde luchó contra la Bruja de los Retrasos cuando esta se volvió malvada, pero la pelea se interrumpió y la bruja postergo su lucha contra Aunete, quien eventualmente la derroto. Como esto sucedió siglos atrás, Aunete eventualmente muerte, dejando atrás un anillo de flores que hizo para su amiga. Su color es el verde y es la Pretty Cure de los Oasis. Ella se presenta como "¡Al corazón seco! ¡Cure Oasis!" (渇いた心に！キュアオアシス！ Kawaita Kokoro ni! Kyua Oashisu!?). Al final de la serie su espíritu y el de la Bruja de los Retrasos se reúnen como espíritus en el más allá.

### Las Brujas de la Procrastinación
Las Brujas de la Procrastinación (あとまわしの魔女たち Ato mawashi no majo-tachi?) son los principales villanos de la serie, y es el grupo conformado por La bruja de los retrasos y sus súbditos marinos, quienes buscan acabar con la motivación de las sirenas del Gran Océano y con los humanos al absorber de ellos Poder de  Motivación. La bruja de los retrasos y sus súbditos están basados en animales marinos.
Butler (バトラー Batorā?)
Seiyu: Fuminori Komatsu
El verdadero antagonista de la serie, revelado tras la derrota de la Bruja de los Retrasos, quien actuaba como la mano derecha de la misma. Es un caballo de mar compuesto que acata las órdenes de la Bruja de los Retrasos y ordena a sus demás súbditos a seguir sus órdenes. Fue el quien despertó a la Bruja de los Retrasos buscando obtener de ella el Ataúd del Tonto (者の棺 Orokamono no Hitsugi?), una reliquia del fin del mundo impulsada por Poder de  Motivación, con la que busca usa para destruir el mundo lleno de alegría y motivación. A pesar de su lealtad ciega a la Bruja, Butler se niega a aceptar su elección de hacerse amiga de Cure Oasis y decide traicionarla, tomando el Ataúd del Tonto personalmente y transformándose en un gigantesco y musculoso Yaraneeda para tomar el poder de motivación de Pretty Cures, pero es derrotado en la batalla final, sacrificando su motivación para alimentar completamente el Atáud del Tonto antes de que La Mer drene su poder. Butler queda reducido a un caparazón perezoso y catatónico de su antiguo yo y queda bajo el cuidado de Chongire, Numeri y Elda para evitar que intente destruir el mundo nuevamente.
La Bruja de los Retrasos (あとまわしの魔女 Ato Mawashi no Majo?)
Seiyu: Rei Igarashi
La antagonista principal de la serie hasta su muerte. Una bruja marina gigantesca con cola de anguila que quitó el Poder de Motivación a la mayoría de los habitantes del Gran Océano. A pesar de su poder y de poseer un artefacto conocido como el Ataúd del Tonto (者の棺 Orokamono no Hitsugi?) con el que una vez casi acaba con los humanos al buscar volverlos inmortales y hundir al mundo en una pereza eterna, es muy vaga y a menudo no desea hacer las cosas que quiere, pasando sus deberes a sus seguidores razón por la que dejó de ser conocida por su anterior nombre La Bruja de la Destrucción (破滅の魔女 Ato Hametsu no Majo?) y ahora es conocida como la bruja de los Retrasos. En el pasado fue rescatada por una joven humana llamada Aunete, de quien se hizo amiga, pero esta se convirtió en Cure Oasis y la enfrento para detenerla, logrando derrotarla. No queriendo pelear con su amiga nuevamente, esto llevó a la bruja de los retrasos retrasar constantemente su batalla con Cure Oasis y, finalmente tras varios siglos, cayó dormida y olvidó sus motivaciones originales. Sin embargo, después de que la Bruja supo que su verdadera intención había cambiado y era convertirse en amiga de Oasis. Muere durante su pelea final al ser asesinada por Buttler, poco después de reencontrarse con el espíritu de su amiga y aceptar la oferta de amistad de esta y dejar de lado sus planes. Al final de la serie su espíritu y el de Aunete se reúnen como espíritus en el más allá. Está basada en la bruja del mar del cuento de la Sirenita.
Elda (エルダ Eruda?)
Seiyu: Ayahi Takagaki
Una camarón humanoide que sirve como una Maid de la Bruja de los Retrasos. No le gusta cumplir con responsabilidades, y también es de mal genio y malcriada. Durante la pelea final contra Buttler se une a las Pretty Cure y al final se ofrece a cuidar de él al lado de Chongire y Numeri para impedir que recupere su poder en el futuro, llevando a un Buttler catatónico de vuelta con ellos al mar.
Numeri (ヌメリー Numerī?)
Seiyu: Akeno Watanabe
Una pepino de mar humanoide que sirve como médico de la Bruja de los Retrasos, quien es relajada, sarcástica y masoquista. Durante la pelea final contra Buttler se une a las Pretty Cure y al final se ofrece a cuidar de él al lado de Chongire y Elda para impedir que recupere su poder en el futuro, llevando a un Buttler catatónico de vuelta con ellos al mar.
Chongire (チョンギーレ Chongīre?)
Seiyu: Hiroshi Shirokuma
Un cangrejo ermitaño humanoide que sirve como chef de la Bruja de los Retrasos, a quien no le gusta tener que robar Poder de Motivación, pero lo hace por lealtad a la Bruja. Durante la pelea final contra Buttler se une a las Pretty Cure y al final se ofrece a cuidar de él al lado de Numeri y Elda para impedir que recupere su poder en el futuro, llevando a un Buttler catatónico de vuelta con ellos al mar.
Yaraneeda (ヤラネーダ Yaranēda?)
Seiyu: Nozomi Mikajiri
Los monstruos de la Bruja de los Retrasos creados por sus súbditos con perlas negras al ser arrojadas a objetos, teniendo el deber de robar el Poder de Motivación de los Seres Humanos. La Bruja de los Retrasos también creó variantes más fuertes que sus súbditos usan más adelante en la serie, el Zenzen Yaraneeda (ゼンゼンヤラネーダ Zenzen Yaranēda?) convocado por un orbe verde oscuro, el Zettai Yaraneeda (ゼッタイヤラネーダ Zettai Yaran ēda ?) convocado por el orbe amarillo oscuro, y el Super Zettai Yaraneeda (超ゼッタイヤラネーダ Chō Zettai Yaranēda?) convocado por el orbe rojo oscuro. Su nombre se deriva de la palabra "yaranai" (やらない) que significa "No quiero hacer esto".
Kowasunda (コワスンダー Kowasundā?)
Seiyu: Nozomi Mikajiri
Variantes de Yaraneeda usados antiguamente por la Bruja de los Retrasos y que son convocados nuevamente por Butler durante la batalla final. Son convocados por un orbe azul oscuro y tienen tres piernas y brazos largos.

### Familias de las Pretty Cure
Taiyo Natsuumi (夏海大洋 Natsūmi Taiyō?)
Seiyu: Akira Harada
El padre de Manatsu. Es un buceador profesional, además de que sabe cocinar.
Aoi Natsuumi (夏海碧 Natsūmi Aoi?)
Seiyu: Ryōko Gi
La madre de Manatsu. Trabaja en el acuario de la Ciudad de Aozora.
Miyuki Suzumura (涼村みゆき Suzumura Miyuki?)
Seiyu: Junko Kitanishi
La madre de Sango. Es la dueña de la sucursal de belleza "Pretty Holic".
Narumi Ichinose (一之瀬なるみ Ichinose Narumi?)
Seiyu: Mikako Takahashi
La madre de Minori.
Hareruya Takizawa (滝沢晴瑠也 Takizawa Hareruya?)
Seiyu: Masayuki Katō
El padre de Asuka. Es conocido como el "Hombre Flamante del Buen Clima", un baterista de santuario sintoísta apasionado que está decidido a realizar rituales limpien el cielo del mal tiempo.

### Habitantes de la Ciudad de Aozora
Saki Sakuragawa (桜川咲 Sakuragawa Saki?)
Seiyu: Sora Tokui
La profesora de Manatsu, Sango y Laura.
Yuriko Shiratori (白鳥百合子 Shiratori Yuriko?)
Seiyu: Ayaka Fukuhara
La presidente del consejo estudiantil.
Kiriko Shiraishi (白石きりこ Shiraishi Kiriko?), Naomi Komachi (小町なおみ Komachi Naomi?), Yumi Kuwano (桑野ゆみ Kuwano Yumi?)
Seiyus: Serika Hiromatsu (Kiriko), Sara Matsumoto (Naomi) y Fumiko Uchimura (Yumi)
Las compañeras de clase de Manatsu, Sango y Laura.
Masami Kakuta (角田正美 Kakuta Masami?)
Seiyu: Yuka Ōtsubo
La mimada y arrogante jefa del comité disciplinario de la escuela, que odia a las sirenas y niega su existencia.
Izumi Komori (小森いずみ Komori Izumī?) & Yukie Hayashida (林田ゆきえ Hayashida Yukie?)
Seiyu: Riho Sugiyama (Izumi) y Satomi Kobashi (Yukie)
Dos chicas que son miembros del club de radiodifusión.
Eiko Mizushima (水島泳子 Mizushima Eiko?)
Seiyu: Lynn
La presidenta del club de natación.
Shiori Nakagawa (仲川詩織 Nakagawa Shiori?)
Seiyu: Satomi Amano
Una estudiante que quiere crear un Club de Astronomía.
Rika Ichijo (一条里香 Ichijō Rika?)
Seiyu: Ruriko Noguchi
La vicepresidente del consejo estudiantil de la escuela, que se postula para presidente del consejo estudiantil después de que Yuriko dimitiera.
Mafune Hirabayashi (平林 まふね Hirabayashi Mafune?)
Seiyu: Hiroko Nishi
La directora del acuario de la ciudad de Aozora y jefa de la madre de Manatsu.
Yuna Yamabe (山辺 ゆな Yamabe Yuna?)
Seiyu: Minami Takahashi
Una famosa actriz y modelo, conocida por su dulce y gentil personalidad. Manatsu y las demás la ayudan a ganar confianza para interpretar el papel de la villana en una película.
Haruna Takatsuki (高月 春奈 Takatsuki Haruna?), Nao Tomono (友野 夏緒 Tomono Nao?), Akiho Kirishima (桐島 秋穂 Kirishima Akiho?) & Mifuyu Harada (原田 美冬 Harada Mifuyu?)
Seiyus: Sara Matsumoto (Haruna), Fumiko Uchimura (Nao), Akeno Watanabe (Akiho) y Sora Tokui (Mifuyu)
Un grupo de ex estudiantes que muchos años antes asistieron a la misma escuela secundaria que Manatsu y los demás. Juntas fundaron su propio club y prometieron reunirse una vez que terminaran sus estudios, ya como adultas jóvenes.
Wataru (ワタル?) & Ruri (ルリ?)
Seiyus: Rie Kawamura (Wataru) y Eri Yukimura (Ruri)
Dos niños que asisten al jardín de infantes de la ciudad de Aozora. Se hacen amigos cuando Laura les ayuda a descubrir que comparten una pasión por los insectos.
Tomi (とみ婆 Tomī?)
Seiyu: Yōko Imaizumi
Una anciana de la isla Minamino. Siguiendo las tradiciones de la zona, recibe a los niños en su casa para contarles historias y leyendas transmitidas de generación en generación. Al contarles una leyenda que dice que una sirena escondió un tesoro en una cueva de la isla, ella ayuda a Manatsu y a los demás a encontrar el Perfume Shiny Brace.
Yosuke (ようすけ?), Santa (さんた?) & Hina (ひな?)
Seiyus: Serika Hiromatsu (Yosuke), Fumiko Uchimura (Santa) & Aimi Tanaka (Hina)
Un grupo de niños de la Isla Minamino Island y amigos de Manatsu.
Connie (コニー Konī?)
Seiyu: Hiroshi Tsuchida
Un famoso diseñador que participa en la Colección Aozora Pretty. Recluta a Sango como modelo de reemplazo para el desfile de modas de su marca de ropa y accesorios.

### Personajes Exclusivos de la Película
Sharon (シャロン?)
Seiyu: Marika Matsumoto
La princesa del reino de nieve de Shantia y la principal antagonista de Tropical-Rouge! Pretty Cure la película: ¡La princesa de la nieve y el anillo milagroso!.
Huang (ホワン Howan?)
Seiyu: Tomori Kusunoki
Los espíritus del Reino de la Nieve de Shantia.
Monstruos de Nieve (雪の怪物 Yuki no Kaibutsu?)
Seiyu: Shinya Takahashi
Los monstruos del reino de nieve de Shantia al servicio de Sharon.